# Persone di nome Johann/Pittori
| Questa pagina contiene informazioni ricavate automaticamente dalle voci biografiche con l'ausilio del template Bio e di un bot. L'aggiornamento è periodico e automatico e ricostruisce completamente la pagina. Se manca una persona in questa lista, sei pregato di non aggiungerla, ma accertati piuttosto che la sua voce biografica contenga il template Bio e che i dati anagrafici siano correttamente compilati. Se il template Bio manca, inseriscilo tu stesso o, in alternativa, metti l'avviso {{tmp\|Bio}} che ne segnala la mancanza. Se i dati riportati sono sbagliati, correggi direttamente la voce biografica; le modifiche saranno visibili in questa lista entro pochi giorni. Per chiarimenti vedi il progetto antroponimi. La lista contiene solo le 69 persone che sono citate nell'enciclopedia e per le quali è stato implementato correttamente il template Bio. Pagina aggiornata al 16 ott 2024. |

Questa è una lista di persone presenti nell'enciclopedia che hanno il nome Johann e sono pittori.

## A(5)
- Johann Ludwig Aberli, pittore, incisore e disegnatore svizzero (Winterthur, n. 1723 - Berna, † 1786)
- Johann Peter Abesch, pittore svizzero (Ettiswil, n. 1666 - Sursee, † 1740)
- Johann Joseph Achermann, pittore svizzero (Escholzmatt, n. 1790 - Lucerna, † 1845)
- Johann Adam Ackermann, pittore tedesco (Magonza, n. 1780 - Francoforte sul Meno, † 1853)
- Johann Carl Wendelin Anreiter von Zirnfeld, pittore austriaco (Banská Štiavnica, n. 1702 - Vienna, † 1747)

## B(7)
- Johann Sebastian Bach, pittore tedesco (Berlino, n. 1748 - Roma, † 1778)
- Johann Philipp Bach, pittore tedesco (Meiningen, n. 1752 - Meiningen, † 1846)
- Johann Wilhelm Baur, pittore tedesco (Strasburgo, n. 1607 - Vienna, † 1640)
- Johann Wilhelm Becker, pittore, incisore e litografo tedesco (Wetzlar, n. 1744 - Francoforte sul Meno, † 1782)
- Johann Christian Brand, pittore e incisore austriaco (Vienna, n. 1722 - Vienna, † 1795)
- Johann Burgauner, pittore austriaco (Castelrotto, n. 1812 - Bressanone, † 1891)
- Johann Rudolf Byss, pittore svizzero (Coira, n. 1660 - Würzburg, † 1738)

## C(2)
- Johann Anton Castell, pittore tedesco (Dresda, n. 1810 - Dresda, † 1867)
- Johann Wilhelm Cordes, pittore tedesco (Lubecca, n. 1824 - Lubecca, † 1869)

## D(1)
- Johann Friedrich Dietler, pittore svizzero (Soletta, n. 1804 - Berna, † 1874)

## E(2)
- Hans Ebensperger, pittore italiano (Prato allo Stelvio, n. 1929 - Prato allo Stelvio, † 1971)
- Johann Ender, pittore austriaco (Vienna, n. 1793 - Vienna, † 1854)

## F(4)
- Johann Dominicus Fiorillo, pittore e storico dell'arte tedesco (Amburgo, n. 1748 - Gottinga, † 1821)
- Johann Ulrich Fitzi, pittore e illustratore svizzero (Teufen, n. 1798 - Speicher, † 1855)
- Johann Jakob Frey, pittore svizzero (Basilea, n. 1813 - Frascati, † 1865)
- Johann Caspar Füssli, pittore, disegnatore e scrittore svizzero (Zurigo, n. 1706 - Zurigo, † 1782)

## G(4)
- Johann Gottfried Auerbach, pittore e incisore austriaco (Mühlhausen/Thüringen, n. 1697 - Vienna, † 1753)
- Johann Gottfried Tannauer, pittore tedesco (Sassonia, n. 1680 - San Pietroburgo, † 1737)
- Johann Friedrich Greuter, pittore e incisore tedesco (Strasburgo, n. 1590 - Roma, † 1662)
- Johann Nepomuk Geiger, pittore e disegnatore austriaco (Vienna, n. 1805 - Vienna, † 1880)

## H(6)
- Johann Peter Hasenclever, pittore tedesco (Remscheid, n. 1810 - Düsseldorf, † 1853)
- Johann Ernst Heinsius, pittore tedesco (Ilmenau, n. 1731 - Erfurt, † 1794)
- Karl Henrici, pittore austriaco (Schweidnitz, n. 1737 - Bolzano, † 1823)
- Johann Georg Hiltensperger, pittore tedesco (Haldenwang, n. 1806 - Monaco di Baviera, † 1890)
- Johann Gregorius Höroldt, pittore tedesco (Jena, n. 1696 - Meißen, † 1775)
- Johann Hulsman, pittore e illustratore tedesco (Colonia)

## J(1)
- Peter Janssen, pittore tedesco (Düsseldorf, n. 1844 - † 1908)

## K(3)
- Johann Matthias Kager, pittore tedesco (Monaco - Augusta, † 1634)
- Johann August Krafft, pittore e incisore tedesco (Altona, n. 1798 - Roma, † 1829)
- Johann Köler, pittore estone (Ivaski, n. 1826 - San Pietroburgo, † 1899)

## L(2)
- Johann Liss, pittore tedesco (Oldenburg in Holstein, n. 1595 - Venezia, † 1630)
- Johann Carl Loth, pittore tedesco (Monaco di Baviera, n. 1632 - Venezia, † 1698)

## M(1)
- Heinrich Meyer, pittore e critico d'arte svizzero (Stafä, n. 1760 - Jena, † 1832)

## O(1)
- Friedrich Overbeck, pittore tedesco (Lubecca, n. 1789 - Roma, † 1869)

## P(1)
- Wenzel Peter, pittore austriaco (Karlsbad, n. 1745 - Roma, † 1829)

## R(6)
- Johann Christian Reinhart, pittore, incisore e illustratore tedesco (Hof, n. 1761 - Roma, † 1847)
- August Riedel, pittore tedesco (Bayreuth, n. 1799 - Roma, † 1883)
- Johann Heinrich Roos, pittore tedesco (Otterberg, n. 1631 - Francoforte sul Meno, † 1685)
- Johann Rottenhammer, pittore tedesco (Monaco di Baviera, n. 1564 - Augusta, † 1625)
- Johann Michael Rottmayr, pittore austriaco (Laufen, n. 1656 - Mougins, † 1730)
- Johann Moritz Rugendas, pittore tedesco (Augusta, n. 1802 - Weilheim an der Teck, † 1858)

## S(8)
- Johann Heinrich Schilbach, pittore tedesco (Barchfeld, n. 1798 - Darmstadt, † 1851)
- Johann Wilhelm Schirmer, pittore tedesco (Jülich, n. 1807 - Karlsruhe, † 1863)
- Johann Georg Melchior Schmidtner, pittore tedesco (Augusta, n. 1625 - Augusta, † 1707)
- Johann Nepomuk Schödlberger, pittore austriaco (Vienna, n. 1779 - Vienna, † 1853)
- Johann Heinrich Schönfeld, pittore e incisore tedesco (Biberach an der Riß, n. 1609 - Augusta, † 1684)
- Johann Georg Schütz, pittore, incisore e disegnatore tedesco (Francoforte sul Meno, n. 1755 - Francoforte sul Meno, † 1813)
- Johann Gottfried Steffan, pittore svizzero (Wädenswil, n. 1815 - Monaco di Baviera, † 1906)
- Johann Christoph Storer, pittore e incisore tedesco (Costanza, n. 1611 - Costanza, † 1671)

## T(5)
- Johann Heinrich Wilhelm Tischbein, pittore tedesco (Haina, n. 1751 - Eutin, † 1829)
- Johann Friedrich August Tischbein, pittore tedesco (Maastricht, n. 1750 - Heidelberg, † 1812)
- Johann Heinrich Tischbein il Vecchio, pittore tedesco (Haina, n. 1722 - Kassel, † 1789)
- Johann Valentin Tischbein, pittore tedesco (Haina, n. 1715 - Hildburghausen, † 1768)
- Johann Friedrich Treml, pittore austriaco (Vienna, n. 1816 - Vienna, † 1852)

## V(5)
- Johann Velten, pittore tedesco (Graach an der Mosel, n. 1807 - Graach an der Mosel, † 1883)
- Johann Georg von Dillis, pittore e museologo tedesco (Dorfen, n. 1759 - Monaco di Baviera, † 1841)
- Johann Peter von Langer, pittore tedesco (Düsseldorf, n. 1756 - Monaco di Baviera, † 1824)
- Johann Martin von Rohden, pittore tedesco (Kassel, n. 1778 - Roma, † 1868)
- Johann von Schraudolph, pittore tedesco (Oberstdorf, n. 1808 - Monaco di Baviera, † 1879)

## W(2)
- August Weber, pittore tedesco (Francoforte sul Meno, n. 1817 - Düsseldorf, † 1873)
- Christian Wink, pittore tedesco (Eichstätt, n. 1738 - Monaco di Baviera, † 1797)

## Z(3)
- Januarius Zick, pittore e architetto tedesco (Monaco di Baviera, n. 1730 - Coblenza, † 1797)
- Johann Baptist Zimmermann, pittore e stuccatore tedesco (Gaispoint, n. 1680 - Monaco di Baviera, † 1758)
- Johann Zoffany, pittore tedesco (Francoforte sul Meno, n. 1733 - Chiswick, † 1810)